# 中華芸術宮駅
中華芸術宮駅（ちゅうかげいじゅつきゅうえき）は中華人民共和国上海市浦東新区に位置する上海地下鉄8号線の駅である。

## 概要
計画では周家渡駅と呼ばれていた駅である。2007年の8号線開通時からホームは用意されており、通過列車の窓からホームを見ることができた。しかし、2010年の上海国際博覧会開催時を含めて通過扱いで、同博覧会終了後もパビリオンの撤去・整備工事が続いていた。2012年9月28日に上海国際博覧会の旧中国館が中華芸術宮として再公開するのに合わせて開業した。

## 駅構造
島式ホーム1面2線を有する地下駅。

## 駅周辺
- 上海国際博覧会会場跡：当時の台湾館の真下に、この駅が位置する。
- 中華芸術宮

## 歴史
- 2012年9月28日 - 開業。

## 隣の駅
上海軌道交通
■8号線
西蔵南路駅 - 中華芸術宮駅 - 耀華路駅